# Pierrette Robitaille
Pour les articles homonymes, voir Robitaille.
Pierrette Robitaille (née le 6 juin 1950) est une actrice québécoise.

## Biographie
Elle est diplômée du Conservatoire d'art dramatique de Québec (1976). Cette même année, en compagnie de cinq autres finissants du conservatoire, elle devient cofondatrice du Théâtre de la Bordée, qui au départ est très axé sur le théâtre de création. Pour la Bordée, elle participe à de nombreuses créations collectives dont le spectacle inaugural, Les Vol-o-vent, qui remporte un franc succès et est souvent repris par la suite.
Sur scène, elle apparait dans plus d'une soixantaine de productions, excellant surtout dans le registre comique. Parmi les pièces qu'elle interprète on peut citer Barouf à Chioggia et Les Jumeaux vénitiens de Goldoni, le Fil à la patte et L'Hôtel du libre échange de Feydeau, Maître Puntila et son valet Matti de Brecht et Shirley Valentine de Willy Russell. Elle participe à la création des pièces Les Noces de tôle de Claude Meunier en 2003 et Bonbons assortis de Michel Tremblay en 2006. En 2008, elle écrit et interprète Pierrette est enchantée, un spectacle solo partiellement autobiographique qui incorpore monologues et chansons.
À la télévision, elle est un des piliers de la revue humoristique hebdomadaire Rira bien, diffusée entre 1989 et 1993. Elle tient un rôle plus dramatique dans la série Nos étés.
Au cinéma, elle tourne dans de nombreuses comédies dont Nuit de noces et Mambo italiano, réalisées par Émile Gaudreault, ainsi que C't'à ton tour, Laura Cadieux et L'Odyssée d'Alice Tremblay réalisées par Denise Filiatrault.
Elle change complètement de registre en 2013 alors qu'elle incarne une ex-détenue dans le drame psychologique Vic+Flo ont vu un ours, une réalisation de Denis Côté dont Pierrette Robitaille partage la vedette avec Romane Bohringer. Son interprétation lui vaut de recevoir le Prix Jutra de la meilleure actrice.

## Filmographie

### Cinéma
- 1982 : Les Yeux rouges d'Yves Simoneau : Colette
- 1986 : Bach et Bottine d'André Melançon : femme au restaurant
- 1986 : Pouvoir intime d'Yves Simoneau : touriste
- 1989 : Dans le ventre du dragon d'Yves Simoneau : infirmière-chef
- 1990 : Ding et Dong, le film d'Alain Chartrand : réceptionniste
- 1996 : Joyeux Calvaire de Denys Arcand : la sœur de Marcel
- 1998 : C't'à ton tour, Laura Cadieux de Denise Filiatrault : Mme Therrien
- 1998 : Free Money d'Yves Simoneau : Mrs. Schmidt
- 1999 : Laura Cadieux... la suite de Denise Filiatrault : Mme Therrien
- 2001 : Nuit de noces d'Émile Gaudreault : Claire
- 2002 : L'Odyssée d'Alice Tremblay de Denise Filiatrault : la reine Rebecca alias fée Carabosse / fée marraine / Mme Bossy
- 2002 : Séraphin : Un homme et son péché de Charles Binamé : Mme Malterre
- 2003 : Mambo italiano d'Émile Gaudreault : Rosetta
- 2005 : Le Survenant d'Érik Canuel : Laure Provençal
- 2005 : Idole instantanée d'Yves Desgagnés : la voyante
- 2011 : Le Sens de l'humour d'Émile Gaudreault : Lise
- 2013 : Vic+Flo ont vu un ours de Denis Côté : Victoria Champagne
- 2015 : La Passion d'Augustine de Léa Pool : sœur Onésime
- 2025 : Menteuse d'Émile Gaudreault : Louison, la mère de Virginie

### Télévision
- 1985 : Le Village de Nathalie : Dame Carotte
- 1988 : Ma tante Alice : Huguette Vaillant
- 1991 : Denise... aujourd'hui : Imelda Dussault, mère de Denise
- 1995 : Les Grands Procès : Madame Gallagher
- 1995 : La Petite Vie : Darling
- 1999 : Histoires de filles : Mado, mère de Pascal
- 1999 : Rue l'Espérance : Yolande Dubuc
- 2001 : Les Parfaits : Simone Lebeau
- 2002 : Annie et ses hommes : directrice d'école
- 2003 : Le Petit Monde de Laura Cadieux : Mme Therrien
- 2005 : Nos étés : Bernadette Lozeau
- 2007 : Destinées : Sylvie Turcotte
- 2014 : Toi et moi : Nadine Olyphant
- 2015 : MED : Mme Thibodeau (la directrice)
- 2015-2016 : Madame Lebrun : Margot Dufour

## Distinctions
- 2015 -  Chevalière de l'ordre des Arts et des Lettres de France[1]
- 2014 - Prix Jutra de la meilleure actrice pour son rôle dans Vic+Flo ont vu un ours de Denis Côté
- 2011 - Membre de l'Ordre du Canada[2]

### Récompenses
- 1984 - Champion compteur de la Ligue nationale d'improvisation

### Nominations
- Nomination pour le Jutra de la meilleure actrice en 2000 pour Laura Cadieux...la suite
- Nomination pour le Jutra de la meilleure actrice de soutien en 2002 pour Nuit de noces